# Franse Communistische Partij
De Franse Communistische Partij (PCF, Frans: Parti communiste français) is een politieke partij in Frankrijk. De communistische partij werd in 1920 gesticht toen een groep linkse socialisten zich van de Section Française de l'Internationale Ouvrière (SFIO) afscheidde.

## Geschiedenis
Binnen de socialistische partij van Frankrijk was altijd een sterke socialistische stroming aanwezig. Deze stroming was gekant tegen Franse deelname aan de Eerste Wereldoorlog en de daaropvolgende oorlogspolitiek van president Poincaré en (sinds 1917) premier Clemenceau. Ook was deze links-socialistische stroming tegen de steun van de meerderheidssocialisten aan de oorlog. Men beschuldigde de meerderheidssocialisten van 'sociaal-chauvinisme'. De spanningen binnen de socialistische partij liepen hoog op tijdens de stakings- en muiterijgolf in Frankrijk in 1917, de linkse-socialisten steunden deze, en de Oktoberrevolutie in Rusland, toen de linkse-socialisten zich openlijk achter Lenins vredesplannen schaarden.
Na de Eerste Wereldoorlog stichtte Lenin in 1919 de Communistische Internationale, Komintern. De pro-bolsjewistische vleugel van de Section Française de l'Internationale Ouvrière verklaarde in februari 1920 uit de partij te stappen. De breuk werd bij de partijdag in Tours in december officieel. De uit de partij gestapte bolsjewieken stichtten daarop de Section Française de l'Internationale Communiste, sinds 1922 de Communistische Partij, Parti communiste français (PCF).

### Volksfront
De voortdurende interne partijtwisten leidden in 1924 tot het royement van diverse leden, waaronder enkele leidinggevenden. De Communistische Partij haalde bij de parlementsverkiezingen van dat jaar dan ook maar 26 zetels. Het historisch dieptepunt werd in 1932 bereikt toen de partij maar 14 zetels haalde. De PCF volgde in die jaren de door de Komintern uitgestippelde koers voor communistische partijen, hetgeen betekende dat de PCF niet mocht samenwerken met andere linkse partijen en de SFIO. Dit veranderde met de opkomst van het fascisme in Duitsland. De communistische partijen werden na 1932 door de Komintern juist aangemoedigd om samen te werken met de sociaaldemocraten en linkse partijen. Dit betekende in feite de redding voor de PCF. Grote voorstander van de nieuwe koers was Maurice Thorez, sinds 1930 de secretaris-generaal van de PCF. De PCF, de SFIO en de Républicains Radicaux et Radicaux-Socialistes (RRRS) sloten in 1934 een overeenkomst, die de naam Volksfront kreeg. Het Volksfront werd bij de verkiezingen van 1936 de grootste groepering in de Assemblée nationale. Hoewel het Volksfront slechts ten dele een succes kon worden genoemd, was het toch de eerste grote samenwerking tussen een communistische partij, een sociaaldemocratische partij en nog een linkse partij in West-Europa. Er kwam in 1938 een einde aan het Volksfront.

### Aandeel in het verzet
Na de ondertekening van het Molotov-Ribbentroppact en het uitbreken van de Tweede Wereldoorlog in 1939 werd de Communistische Partij door de Franse regering verboden. Maurice Thorez deserteerde en vluchtte naar de Sovjet-Unie. Hij werd bij verstek ter dood veroordeeld. De illegale PCF bleef in de eerste jaren van de oorlog neutraal, maar nadat Hitler het Duitse leger bevel had gegeven om de Sovjet-Unie binnen te vallen, namen communistische partizanen in Frankrijk de wapens op om de Duitse bezetter te bevechten. Het aandeel van de PCF in de Résistance was groot.

### Na de Tweede Wereldoorlog
De Tweede Wereldoorlog duurde in Frankrijk tot 1944. Frankrijk werd door de Vrije Fransen en de andere geallieerden bevrijd. Thorez keerde naar Frankrijk terug en zijn vonnis werd vernietigd. Thorez wijzigde de koers van de Communistische Partij drastisch. Hij riep de communistische partizanen op hun wapens neer te leggen en nam afscheid van de traditionele revolutionaire tactiek van de communisten. Sindsdien participeert de PCF volop in het democratisch bestel. De PCF maakte van 1944 tot 1947 deel uit van de Franse regering.
De Communistische Partij werd bij de parlementsverkiezingen van november 1946 met 28,8% van de stemmen de sterkste partij. De PCF probeerde in de naoorlogse jaren op succesvolle manier haar populariteit onder de bevolking te vergroten. De partij zocht toenadering tot de Rooms-Katholieken en wist diverse intellectuelen te rekruteren. Uiteraard speelde de rol van de PCF in de strijd tegen het fascisme een grote rol in haar populariteit, maar vast en zeker speelde ook haar gematigdheid een rol.
De partij belandde na 1947 in de oppositie, bleef zich als patriottistische beweging presenteren en stelde zich anti-Amerikaans op. De partij bleef echter Stalinistisch. Na de dood van Stalin op 5 maart 1953 trad er ook, net als in andere communistische partijen, een geleidelijk proces van destalinisatie op. De PCF besloot de nieuwe Sovjet-Russische communistische leider Nikita Chroesjtsjov te volgen. Er voltrok zich in 1956 een scheuring binnen de partij als gevolg van de steun van de PCF aan de onderdrukking van de Hongaarse Opstand.
De destalinisatie van de PCF raakte na de dood van Thorez in een stroomversnelling. Waldeck Rochet leidde vanaf 1964 de partij. Radicale orthodoxe marxisten-leninisten, zoals Jacques Jurquet en Marcel Juliot werden uit de partij gezet. De oriëntatie op Moskou werd minder en men richtte zich meer op de Volksrepubliek China van Mao Zedong. Hierop ontstond echter grote kritiek. Door Waldeck Rochets steun aan de Sovjet-Russische onderdrukking van de Praagse Lente in 1968 verlieten diverse intellectuelen de partij.
Georges Marchais werd in 1972 de nieuwe secretaris-generaal van de PCF. Marchais begon aan de modernisering van de partij. Toch royeerde de nieuwe, meer liberale PCF, nog diverse intellectuelen, kunstenaars en democraten. De PCF ging een alliantie aan met de Parti socialiste van François Mitterrand. Deze nieuwe linkse alliantie werd echter reeds in 1974 verbroken. Marchais en Enrico Berlinguer van de Italiaanse Communistische Partij (PCI) voerden in 1977 in Madrid besprekingen over 'de nieuwe koers'. Deze nieuwe koers ging als eurocommunisme de geschiedenis in. Het eurocommunisme bleef echter een Italiaanse aangelegenheid en de PCF veroordeelde later zelfs het eurocommunisme.
De alliantie met de PCF werd in 1981 vernieuwd, Mitterrand werd tot president gekozen en de alliantie won een groot aantal zetels in de Nationale Vergadering. Voor het eerste sinds 1947 had Frankrijk weer PCF ministers. Een aantal kiezers keerde zich in de jaren 80 van de PCF af. Zij voelden zich meer aangesproken tot het populisme van het extreemrechtse Front National van Jean-Marie Le Pen.
Met het einde van de Sovjet-Unie in 1991 belandde de partij in een crisis. Men begon aan een herbezinning. Marchais ging in 1994 met pensioen en Robert Hue werd de nieuwe leider van de partij. Hij begon met een hervormingsproces, la mutation. Leninistische structuren werden overboord gezet en de partij werd gereorganiseerd. Het democratisch centralisme werd afgeschaft. De Communistische Partij regeerde van 1997 tot 2002 samen met de PS in de regering van Jospin.

### Verkiezingen van 2002
Bij de parlementsverkiezingen van 2002 behaalde de Communistische Partij maar 4,8% van de stemmen. Dat waren 21 van 567 zetels in het parlement. Hue diende nadien zijn ontslag in en werd door Marie-George Buffet opgevolgd.
De PCF voerde voor het referendum in 2005 een campagne tegen de Europese grondwet. Het massale Franse "nee" tegen de grondwet was een overwinning voor de eurosceptische partijen, zoals de PCF.

## Organisatie

### Partijleiding

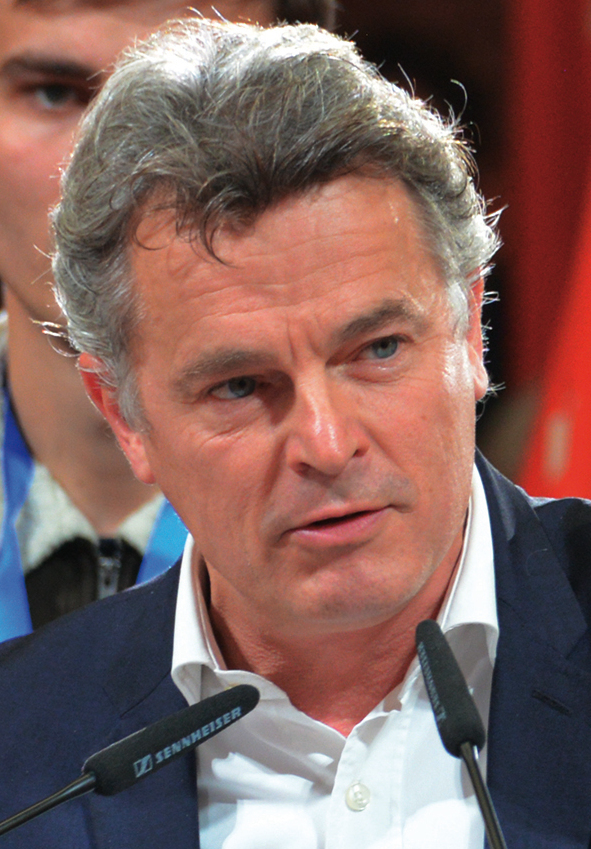
Fabien Roussel zit de partij voor sinds 2018.

Sinds haar oprichting in 1920 wordt de partij geleid door een algemeen secretaris of secretaris-generaal, sinds 1994 nationaal secretaris genoemd.
| Periode    | Voorzitter                                                               |
| ---------- | ------------------------------------------------------------------------ |
| 1921–1923  | Ludovic-Oscar Frossard                                                   |
| 1923–1924  | Louis Sellier en Albert Treint (ad interim)                              |
| 1924       | Louis Sellier                                                            |
| 1924–1929  | Pierre Semard                                                            |
| 1929–1930  | Henri Barbé, Pierre Celor, Benoît Frachon en Maurice Thorez (collectief) |
| 1930–1950  | Maurice Thorez                                                           |
| 1950–1953  | Jacques Duclos (ad interim)                                              |
| 1953–1964  | Maurice Thorez                                                           |
| 1964–1972  | Waldeck Rochet                                                           |
| 1972–1994  | Georges Marchais                                                         |
| 1994–2001  | Robert Hue                                                               |
| 2001–2010  | Marie-George Buffet                                                      |
| 2010–2018  | Pierre Laurent                                                           |
| 2018–heden | Fabien Roussel                                                           |

### Vestiging
De Communistische Partij is aan de Place du Colonel Fabien in Parijs gevestigd. Het hoofdkwartier is een modern opgetrokken gebouw ontworpen door de Braziliaanse architect Oscar Niemeyer en werd tussen 1967 en 1972 gebouwd.

### Publicaties
De PCF geeft de volgende publicaties uit:
- Communistes, Communisten
- Info Hebdo, tweewekelijkse informatie
- Economie et Politique, Economie en Politiek

De beroemde krant L’Humanité, voorheen een uitgave van de Communistische Partij, is thans onafhankelijk, doch is nog wel sterk aan de PCF gelieerd.

## Gebieden waar de PCF sterk is
De PCF is traditioneel sterk in de buitenwijken van Parijs, de industriële gebieden rondom Rijsel en de zuidelijke streek nabij Marseille.

## Presidentskandidaten
De Communistische Partij heeft vaak met een kandidaat aan de presidentsverkiezingen mee gedaan.
| jaar | kandidaat                                     |
| ---- | --------------------------------------------- |
| 1924 | Zéphyrin Camelinat                            |
| 1931 | Marcel Cachin                                 |
| 1932 | Marcel Cachin                                 |
| 1939 | Marcel Cachin                                 |
| 1953 | Marcel Cachin                                 |
| 1958 | Georges Marrane                               |
| 1965 | ondersteuning kandidatuur François Mitterrand |
| 1969 | Jacques Duclos                                |
| 1974 | ondersteuning kandidatuur François Mitterrand |
| 1981 | Georges Marchais                              |
| 1988 | André Lajoinie                                |
| 1995 | Robert Hue                                    |
| 2002 | Robert Hue                                    |

Vanaf 2009 maakt de PCF deel uit van het Front de gauche, een kartellijst van linkse partijen.